# George Crabbe
George Crabbe (ur. 24 grudnia 1754 w Aldeburgh, zm. 3 lutego 1832 w Trowbridge) – angielski poeta i przyrodnik, prekursor romantyzmu zaliczany do tzw. "poetów wyobraźni przeklętej". Ceniony jako autor "świętej księgi wizji opiumicznych" The World of Dream będącej poetyckim zapisem rzeczywistych doświadczeń autora z opium.

## Twórczość
Poezja Crabbe'a od zawsze istniała na marginesie twórczości Byrona, Shelleya czy Keatsa, uznanie zdobywając dopiero w latach 60, wśród anarchistycznie nastawionej młodzieży. Popularność wśród tzw. pokolenia LSD zyskała dzięki oryginalnej koncepcji świata opartej na poznaniu narkotycznym. W poezji Crabbe'a narkotyki i substancje psychotropowe (poeta zażywał je jako lek) są łącznikiem między ziemią a piekłem, który jawi się jako groteskowy jarmark prawdy i fałszu ludzkiej egzystencji, maski i prawdziwej osobowości. Świat poetycki Crabbe'a jest obszarem niepoznawalnym, złożonym z systemu "falszywych luster", ginącym w "podwójnych dnach" i "chmurach dymu".